# Гаровский
Гаровский — поселок в Новоспасском районе Ульяновской области в составе Садовского сельского поселения.

## География
Находится на берегу реки Сызранка на расстоянии примерно 10 километров по прямой на запад от районного центра поселка Новоспасское.

## История
Основан переселенцами с Украины во время Столыпинской реформы в 1908 году. В 1913 году в поселке было 6 дворов, 33 жителя. В поздний советский период работало отделение колхоза им. Фрунзе. 

## Население
Население составляло 51 человек (русские 98%) в 2002 году, 32 по переписи 2010 года.